# Тушнинское сельское поселение
Тушнинское се́льское поселе́ние — муниципальное образование в Сенгилеевском районе Ульяновской области Российской Федерации.
Административный центр — село Тушна.

## История
Статус и границы сельского поселения установлены Законом Ульяновской области от 13 июля 2004 года № 043-ЗО «О муниципальных образованиях Ульяновской области».

## Население
| 2008  | 2010  | 2012  | 2013  | 2014  | 2015  | 2016  |
| ----- | ----- | ----- | ----- | ----- | ----- | ----- |
| 3910  | ↘3590 | ↘3554 | ↘3534 | ↗3537 | ↘3510 | ↗3543 |
| 2017  | 2018  | 2019  | 2020  | 2021  |       |       |
| ↘3487 | ↘3390 | ↘3343 | ↘3289 | ↘3001 |       |       |

## Состав сельского поселения
| № | Населённый пункт | Тип населённого пункта       | Население |
| - | ---------------- | ---------------------------- | --------- |
| 1 | Артюшкино        | село                         | 824       |
| 2 | Екатериновка     | село                         | 584       |
| 3 | Потапиха         | село                         | 2         |
| 4 | Смородино        | село                         | 61        |
| 5 | Тушна            | село, административный центр | 1141      |
| 6 | Шиловка          | село                         | 978       |

## Местное самоуправление
Главой поселения является Смирнов Иван Николаевич.